# Бин Нассер, Али
Али Бин Нассер (араб. علي بن ناصر‎; фр. Ali Bennaceur; род. 2 марта 1944, Тунис) — тунисский футбольный судья.

## Карьера
Али Бин Нассер известен тем, что судил матчи Кубка африканских наций 1984 и 1986 годов, в том числе и оба его финала. В 1985 году судил матчи молодёжного чемпионата мира в СССР. В 1986 году он был включён в число арбитров чемпионата мира в Мексике, где отсудил всего две встречи — матч группы F между Польшей и Португалии четвертьфинальный матч Аргентины и Англии. В матче Дания-Испания 1/8 финала он был резервным арбитром, как и в ещё двух матчах чемпионата.
Именно Бин Нассер засчитал гол, забитый рукой Диего Марадоны. Бин Нассер утверждал, что не видел игры рукой со стороны Марадоны, хотя позже списывал вину в ошибочном засчитывании гола на болгарского судью Богдана Дочева, который не подал сигнал об игре рукой. Дочев же в своё оправдание заверял, что видел игру рукой, но по правилам игры боковые судьи не имели права обсуждать решения с главным арбитром в то время. Дочев предположил, что малый опыт судейства Бин Нассера матчей европейских команд стал причиной такой судейской ошибки. После этой игры Бин Нассер больше не привлекался к судейству матчей чемпионатов мира.
17 августа 2015 года с ним встретился Диего Марадона в Тунисе и подарил ему футболку с автографом, назвав судью «своим вечным другом».